# Liknon
Das Liknon (altgriechisch λἰκνον) bezeichnete bei den Griechen der Antike die Worfel. Diese ist ein flacher Flechtkorb, der dazu dient, beim Worfeln das  gedroschene Getreide in den Wind zu werfen. Dem Mythos nach diente das Liknon dem neugeborenen Dionysos als Wiege. Er trug daher den Beinamen Liknites (λικνἰτης). In den dionysischen Kultprozessionen enthielt das Liknon geheime Kultgegenstände. Die Träger dieser Worfeln hatten eine besondere Stellung im Kult und wurden Liknophoren (λικνοφὀρος) genannt.
Dem Zeushymnos des Kallimachos zufolge legte die Nymphe Adrasteia auch den neugeborenen Zeus in eine goldene Kornschwinge und nährte ihn mit Honig und der Milch der Amaltheia.